# Robert Musiol
Robert Paul Johann Musiol (* 14. Januar 1846 in Breslau; † 19. Oktober 1903 in Fraustadt bei Posen) war ein deutscher Musikschriftsteller, Musikpädagoge und Komponist.

## Leben und Werk
Musiol studierte am Lehrerseminar in Liebenthal (heute: Lubomierz, Schlesien).
Musiol veröffentlichte unter anderem folgende Musikwerke:
- Julius Schuberth's vollständig erklärendes Fremdwörterbuch aller in der Musik gebräuchlichen Ausdrücke: nebst einer kurzen Einleitung über die Elementarlehre der Musik (1877)
- Katechismus der Musikgeschichte (2. Auflage 1888)
- Tonger's Konversationslexikon der Tonkunst (1881–1885, als Herausgeber)
- Musikerlexikon (1890)